# Copa Sudamericana 2015
Die Copa Sudamericana 2015 war die 14. Ausspielung des nach der Copa Libertadores zweitwichtigsten südamerikanischen Fußballwettbewerbs für Vereinsmannschaften, der aufgrund des Sponsorings des französischen Mineralölunternehmens Total seit 2013 auch unter der Bezeichnung „Copa Total Sudamericana“ firmiert. Es nahmen wie im Vorjahr 47 Mannschaften aus den 10 Mitgliedsverbänden der CONMEBOL, einschließlich Titelverteidiger CA River Plate, teil. Argentinien stellte wie gehabt sieben und Brasilien acht Teilnehmer; die übrigen acht Länder jeweils vier Teilnehmer am Wettbewerb. Dieser wurde wie bisher in der zweiten Jahreshälfte ausgespielt.

## Modus
Wie im Vorjahr gab es vor dem Achtelfinale wieder zwei Runden. In der 1. Runde starten die acht Länder (mit Ausnahme Argentiniens und Brasiliens) mit ihren jeweils vier Mannschaften. Die Teilnehmer aus Argentinien und Brasilien stießen erst in der 2. Runde dazu, wobei die Teams beider Länder jeweils gegeneinander spielten. Titelverteidiger CA River Plate hatte ein Freilos für das Achtelfinale. Der Wettbewerb wurde auch wie gehabt von der 1. Runde bis zum Finale im reinen K.-o.-System mit Hin- und Rückspiel ausgetragen. Bei Punkt- und Torgleichheit galt die Auswärtstorregel. War auch die Zahl der auswärts erzielten Tore gleich, folgte im Anschluss an das Rückspiel unmittelbar ein Elfmeterschießen. Im Finale galt die Auswärtstorregel nicht. War dort nach Hin- und Rückspiel die Tordifferenz gleich, gab es eine Verlängerung und erst danach ggf. ein Elfmeterschießen.

## 1. Runde
Teilnehmer waren je vier Mannschaften aus acht Ländern Südamerikas, mit Ausnahme der Teams aus Argentinien und Brasilien. Die Hinspiele fanden zwischen dem 11. und 13. August, die Rückspiele zwischen dem 18. und 20. August 2015 statt.
|                                  | Gesamt        |                              | Hinspiel | Rückspiel |
| -------------------------------- | ------------- | ---------------------------- | -------- | --------- |
| CA Juventud de Las Piedras       | 4:3           | Real Potosí                  | 4:1      | 0:2       |
| Oriente Petrolero                | 0:3           | Nacional Montevideo          | 0:3      | 0:0       |
| Santiago Wanderers               | 1:2           | Club Libertad                | 0:0      | 1:2       |
| Club Nacional                    | 5:2           | CD Universidad de Concepción | 2:1      | 3:1       |
| Defensor Sporting                | 3:2           | Club Bolívar                 | 3:0      | 0:2       |
| CD Universidad Católica          | 3:1           | Danubio FC                   | 1:0      | 2:1       |
| Club Olimpia                     | 4:0           | CD Huachipato                | 2:0      | 2:0       |
| Club Aurora                      | 2:7           | Sportivo Luqueño             | 1:2      | 1:5       |
| Carabobo FC                      | 0:0 (1:3 i.E) | Deportes Tolima              | 0:0      | 0:0       |
| Universidad Católica del Ecuador | 1:2           | Deportivo La Guaira          | 1:1      | 0:1       |
| León de Huánuco                  | 1:6           | CS Emelec                    | 1:3      | 0:3       |
| Atlético Junior                  | 5:4           | FBC Melgar                   | 5:0      | 0:4       |
| Universitario de Deportes        | 6:2           | Deportivo Anzoátegui         | 3:1      | 3:1       |
| Zamora FC                        | 1:3           | LDU Quito                    | 1:1      | 0:2       |
| Águilas Doradas                  | 3:1           | Unión Comercio               | 2:0      | 1:1       |
| Liga de Loja                     | 0:3           | Independiente Santa Fe       | 0:0      | 0:3       |

## 2. Runde
Für die 2. Runde qualifizierten sich die sechzehn Sieger der 1. Runde sowie die sechs Mannschaften aus Argentinien und acht Mannschaften aus Brasilien, wobei die Klubs aus diesen beiden Ländern jeweils separat gegeneinander antraten. Die Hinspiele fanden am 26. und 27. August, die Rückspiele zwischen dem 15. und 17. September 2015 statt.
|                         | Gesamt        |                            | Hinspiel | Rückspiel |
| ----------------------- | ------------- | -------------------------- | -------- | --------- |
| LDU Quito               | 2:0           | Club Nacional              | 1:0      | 1:0       |
| Defensor Sporting       | 4:0           | Universitario de Deportes  | 3:0      | 1:0       |
| Nacional Montevideo     | 1:2           | Independiente Santa Fe     | 0:2      | 1:0       |
| Deportivo La Guaira     | 2:5           | Sportivo Luqueño           | 1:1      | 0:4       |
| Brasília FC             | 2:0           | Goiás EC                   | 0:0      | 2:0       |
| Club Olimpia            | 3:2           | Águilas Doradas            | 1:1      | 2:1       |
| CA Tigre                | 2:6           | Club Atlético Huracán      | 2:5      | 0:1       |
| AA Ponte Preta          | 1:4           | Chapecoense                | 1:1      | 0:3       |
| CD Universidad Católica | 2:4           | Club Libertad              | 2:3      | 0:1       |
| EC Bahia                | 2:4           | Sport Recife               | 1:0      | 1:4       |
| Arsenal de Sarandí      | 1:2           | CA Independiente           | 1:1      | 0:1       |
| Joinville EC            | 0:3           | Athletico Paranaense       | 0:2      | 0:1       |
| Deportes Tolima         | 2:1           | Junior                     | 0:1      | 2:0       |
| CS Emelec               | 0:0 (3:2 i.E) | CA Juventud de Las Piedras | 0:0      | 0:0       |
| CA Belgrano             | 2:6           | CA Lanús                   | 1:1      | 1:5       |

## Achtelfinale
Für das Achtelfinale qualifizierten sich die 15 Sieger der 2. Runde und Titelverteidiger CA River Plate. Die Hinspiele fanden zwischen dem 22. und 24. September, die Rückspiele zwischen dem 29. September und 1. Oktober 2015 statt.
|                      | Gesamt        |                        | Hinspiel | Rückspiel |
| -------------------- | ------------- | ---------------------- | -------- | --------- |
| River Plate          | 2:1           | LDU Quito              | 2:0      | 0:1       |
| CA Lanús             | 0:0 (3:5 i.E) | Defensor Sporting      | 0:0      | 0:0       |
| CS Emelec            | (a)2:2(a)     | Independiente Santa Fe | 2:1      | 0:1       |
| Deportes Tolima      | 1:2           | Sportivo Luqueño       | 1:1      | 0:1       |
| Athletico Paranaense | 1:0           | Brasília FC            | 1:0      | 0:0       |
| CA Independiente     | 1:0           | Club Olimpia           | 1:0      | 0:0       |
| Sport Recife         | 1:4           | Club Atlético Huracán  | 1:1      | 0:3       |
| Club Libertad        | 2:2 (3:5 i.E) | Chapecoense            | 1:1      | 1:1       |

## Viertelfinale
Die Hinspiele fanden zwischen dem 20. und 22. Oktober, die Rückspiele zwischen dem 27. und 29. Oktober 2015 statt.
|                       | Gesamt |                        | Hinspiel | Rückspiel |
| --------------------- | ------ | ---------------------- | -------- | --------- |
| River Plate           | 4:3    | Chapecoense            | 3:1      | 1:2       |
| Club Atlético Huracán | 1:0    | Defensor Sporting      | 1:0      | 0:0       |
| CA Independiente      | 1:2    | Independiente Santa Fe | 0:1      | 1:1       |
| Athletico Paranaense  | 1:2    | Sportivo Luqueño       | 1:0      | 0:2       |

## Halbfinale
Die Hinspiele fanden am 4. und 5. November, die Rückspiele am 25. und 26. November statt.
|                  | Gesamt    |                        | Hinspiel | Rückspiel |
| ---------------- | --------- | ---------------------- | -------- | --------- |
| Sportivo Luqueño | (a)1:1(a) | Independiente Santa Fe | 1:1      | 0:0       |
| River Plate      | 2:3       | Club Atlético Huracán  | 0:1      | 2:2       |

## Finale

### Hinspiel
| Club Atlético Huracán                                                           | Club Atlético Huracán | Independiente Santa Fe | Independiente Santa Fe |
| ------------------------------------------------------------------------------- | --- | --- | ---------------------- |
| Club Atlético Huracán                                                           | \| 2. Dezember 2015 um 21:00 Uhr (ART) in Buenos Aires (Estadio Tomás Adolfo Ducó) \| \| Ergebnis: 0:0 \| \| Schiedsrichter: Antonio Arias ( Paraguay) \| | \| 2. Dezember 2015 um 21:00 Uhr (ART) in Buenos Aires (Estadio Tomás Adolfo Ducó) \| \| Ergebnis: 0:0 \| \| Schiedsrichter: Antonio Arias ( Paraguay) \| | Independiente Santa Fe |
| Club Atlético Huracán                                                           | Marcos Díaz – José San Román, Hugo Nervo , Federico Mancinelli, Luciano Balbi – Mauro Bogado, Federico Vismara, Patricio Toranzo – Daniel Montenegro (81. David Distéfano) – Cristian Espinoza (61. Ezequiel Miralles), Ramón Ábila Cheftrainer: Eduardo Domínguez | Róbinson Zapata – Almir Soto, Yerry Mina, Francisco Meza, Leyvin Balanta – Yulián Anchico (89. Sergio Otálvaro), Yeison Gordillo, Baldomero Perlaza, Luis Manuel Seijas – Wilson Morelo (73. Miguel Borja), Daniel Angulo (84. Omar Sebastián Pérez) Cheftrainer: Gerardo Pelusso ( Uruguay) | Independiente Santa Fe |
| Club Atlético Huracán                                                           | Federico Mancinelli (28.), Federico Vismara (30.) | Luis Manuel Seijas (38.), Leyvin Balanta (67.), Sergio Otálvaro (90.) | Independiente Santa Fe |
| 2. Dezember 2015 um 21:00 Uhr (ART) in Buenos Aires (Estadio Tomás Adolfo Ducó) | | |                        |
| Ergebnis: 0:0                                                                   | | |                        |
| Schiedsrichter: Antonio Arias ( Paraguay)                                       | | |                        |

### Rückspiel
| Independiente Santa Fe                                                  | Independiente Santa Fe | Club Atlético Huracán | Club Atlético Huracán |
| ----------------------------------------------------------------------- | --- | --- | --------------------- |
| Independiente Santa Fe                                                  | \| 9. Dezember 2015 um 19:00 Uhr (COT) in Bogotá (Estadio Nemesio Camacho) \| \| Ergebnis: 0:0 n. V., 3:1 i. E. \| \| Schiedsrichter: Héber Lopes ( Brasilien) \| | \| 9. Dezember 2015 um 19:00 Uhr (COT) in Bogotá (Estadio Nemesio Camacho) \| \| Ergebnis: 0:0 n. V., 3:1 i. E. \| \| Schiedsrichter: Héber Lopes ( Brasilien) \| | Club Atlético Huracán |
| Independiente Santa Fe                                                  | Róbinson Zapata – Yulián Anchico (107. Sergio Otálvaro), Francisco Meza, Yerry Mina, Leyvin Balanta – Juan Daniel Roa, Yeison Gordillo (71. Omar Sebastián Pérez), Baldomero Perlaza, Luis Manuel Seijas – Wilson Morelo, Daniel Angulo (46. Miguel Borja) Cheftrainer: Gerardo Pelusso ( Uruguay) | Marcos Díaz – José San Román, Federico Mancinelli, Hugo Nervo , Luciano Balbi – Federico Vismara, Mauro Bogado, Cristian Espinoza (96. Agustín Torassa, 119. Carlos Arano), Daniel Montenegro (76. David Distéfano), Patricio Toranzo – Ramón Ábila Cheftrainer: Eduardo Domínguez | Club Atlético Huracán |
| Independiente Santa Fe                                                  | Elfmeterschießen | | Club Atlético Huracán |
| Independiente Santa Fe                                                  | 1:0 Omar Sebastián Pérez 2:0 Luis Manuel Seijas 3:1 Leyvin Balanta | Mauro Bogado Hugo Nervo 2:1 Federico Mancinelli Patricio Toranzo | Club Atlético Huracán |
| Independiente Santa Fe                                                  | Luis Manuel Seijas (90.+4'), Miguel Borja (118.) | Cristian Espinoza (88.) | Club Atlético Huracán |
| Independiente Santa Fe                                                  | Ramón Ábila (116.) | | Club Atlético Huracán |
| 9. Dezember 2015 um 19:00 Uhr (COT) in Bogotá (Estadio Nemesio Camacho) | | |                       |
| Ergebnis: 0:0 n. V., 3:1 i. E.                                          | | |                       |
| Schiedsrichter: Héber Lopes ( Brasilien)                                | | |                       |

## Beste Torschützen
Nachfolgend sind die besten Torschützen der Copa Sudamericana 2015 aufgeführt. Sie sind zunächst nach Anzahl ihrer Treffer, bei gleicher Torzahl alphabetisch sortiert.
| Rang | Spieler             | Klub                   | Tore |
| ---- | ------------------- | ---------------------- | ---- |
| 1    | Ramón Ábila         | Club Atlético Huracán  | 5    |
|      | Miller Bolaños      | CS Emelec              | 5    |
|      | Wilson Morelo       | Independiente Santa Fe | 5    |
|      | José Ariel Núñez    | Club Olimpia           | 5    |
| 5    | Guido Di Vanni      | Sportivo Luqueño       | 4    |
|      | Cristian Espinoza   | Club Atlético Huracán  | 4    |
|      | Jorge Miguel Ortega | Sportivo Luqueño       | 4    |